# Scepomycter
Scepomycter is een geslacht van zangvogels uit de familie Cisticolidae.

## Soorten
Het geslacht kent de volgende soort:
- Scepomycter winifredae – Mrs. Moreaus voszanger
  - S. w. rubehoensis – Rubehovoszanger